# Dennis Masina
Dennis Yuki Mcebo Masina (Mbabane, Suazilandia, 29 de mayo de 1982) es un futbolista suazi que juega como centrocampista en el Mpumalanga Black Aces de la Premier Soccer League en Sudáfrica.